# Reijer Ran
Reijer Ran, né le 9 avril 1978, est un joueur international néerlandais de beach soccer. Il évolue au poste de gardien de but.

## Biographie
Reijer Ran découvre le beach soccer, il fonde alors avec des amis une équipe amateur nommée Posthouwer United. Après avoir été couronné champion amateur à plusieurs reprises, son équipe est promue en Premier League où il est champions de deux nouvelles fois. En 2008, Ran est sélectionné par l'entraîneur Niels Kokmeijer en équipe des Pays-Bas de beach soccer.
Dès la première année il est finaliste de l'Euro Beach Soccer League dont il est élu meilleur gardien.
Entre 2008 et 2011, Reijer Ran évolue dans le club de BSC Posthouwer Autoschade Utrecht, puis au BS Rotterdam en 2013 au moment de participer à sa première Coupe du monde qui s'achève au 1er tour.

## Palmarès

### Individuel
- Élu meilleur gardien de l'Euro Beach Soccer League en 2008

### En sélection
- Coupe du monde
  - 1er tour en 2013

- Euro Beach Soccer League
  - Finaliste en 2008